# Chris Driedger
Chris Driedger, född 18 maj 1994, är en kanadensisk professionell ishockeymålvakt som spelar för Seattle Kraken i National Hockey League (NHL).. 
Han har tidigare spelat på NHL-nivå för Florida Panthers och Ottawa Senators; Binghamton Senators, Belleville Senators och Springfield Thunderbirds i American Hockey League (AHL); Elmira Jackals, Evansville Icemen, Wichita Thunder, Brampton Beast och Manchester Monarchs i ECHL samt Calgary Hitmen och Tri-City Americans i WHL.
Driedger draftades i tredje rundan i 2012 års draft av Ottawa Senators som 76:e spelare totalt.
Efter flera år inom Ottawa Senators organisation skrev han på ett kontrakt med AHL-klubben Springfield Thunderbirds den 3 juli 2018. Den 24 februari 2019 skrev han på ett ettårskontrakt med Thunderbirds NHL-partner Florida Panthers, men spelade vidare med Thunderbirds i AHL.
Driedger blev vald av Seattle Kraken vid NHL:s expansionsdraft 2021.